# José Araújo
José Eduardo de Figueiredo Araújo, bekannt auch unter dem Namen Cachupa, (* 1933 in Praia, Portugiesisch-Kap Verde; † 20. Januar 1992 ebenda) war ein kapverdischer Widerstandskämpfer und späterer Politiker der PAIGC bzw. PAICV.

## Leben
José Araújo wurde 1933 auf den Kap Verden geboren, wo er aufgrund des privilegierten Status seiner Familie die Sekundarschule besuchen konnte. Nach einem Aufenthalt in Luanda, wo er seine spätere Frau Amélia kennenlernte, studierte er in den frühen 1950er Jahren Jura an der Universität Lissabon. Im Rahmen seines Studiums besuchte er auch die Casa dos Estudantes do Império, ein vom portugiesischen Regime gegründetes Studierendenhaus, um Studierende vor allem aus den afrikanischen „Überseegebieten“ stärker einzubinden. Das Haus entwickelte sich in den 1950er Jahren zu einer Keimzelle des Widerstandes gegen den portugiesischen Kolonialismus. Er traf dort auf zahlreiche andere afro-portugiesische Studierende, politisierte sich, und schloss sich dem Widerstand an. Seine spätere Frau Amélia traf 1960 in Lissabon ein, die beiden heiraten in der portugiesischen Hauptstadt, ihre gemeinsame Tochter Teresa kam im Februar 1961 auf die Welt. Nach Abschluss seines Studiums, floh die Familie Araújo 1961 über Umwege via Bonn, Zürich und Casablanca nach Ghana, um vom Regime nicht entdeckt zu werden.
Wenig später, 1963, trat José Araújo dem Widerstand bei, und zog nach Conakry (Guinea-Conakry), um sich dem bewaffneten Widerstand der dort ansässigen Widerstands- und Unabhängigkeitsbewegung PAIGC anzuschließen. Aufgrund seiner Ausbildung und seiner Kenntnisse stieg Araújo relativ schnell in der PAIGC-Hierarchie auf und übernahm verschiedene Ämter. Unter anderem war er Politischer Kommissar, Informationsleiter, sowie Mitglied des Kampf-Exekutivrates (Comité Executivo da Luta) zuständig für Produktion. Seine Frau indes widmete sich dem 1965 von der PAIGC gegründeten Radiosenders Rádio Libertação.
Im Zuge der Ermordung des PAIGC-Anführers Amílcar Cabral, wurde Araújo gemeinsam mit anderen PAIGC-Funktionäre wie Aristides Pereira und Vasco Cabral entführt, und auf ein Schiff in internationalen Gewässern gebracht. Ein sowjetisches Kampfschiff verhinderte jedoch die weitere Entführung, sowjetische Soldaten befreiten die Widerstandskämpfer und brachten diese zurück nach Guinea-Conakry.
Im Rahmen der einseitig ausgerufenen Unabhängigkeit Guinea-Bissaus am 24. September 1973 wurde Araújo einer der wichtigsten Staatsfunktionäre des Landes und verblieb mit seiner Frau in Guinea-Bissau. Unter anderem war er Mitglied der von Pedro Pires angeführten Delegation, um die Verhandlungen über die Unabhängigkeit von Kap Verde mit der portugiesischen Übergangsregierung zu führen. Kap Verde erklärte am 5. Juli 1975 seine Unabhängigkeit.
Im November 1980 putschte der langjährige PAIGC-Kommandant und Kriegsveteran João Bernardo Vieira gegen die vor allem von Kapverdern geführten PAIGC-Regierung unter Luís Cabral. Der Putsch führte zu einer Trennung des Festlandgebietes Guinea-Bissau und der kapverdischen Inselgruppe. Araújo zog mit seiner Frau auf die Kap Verden, gründete gemeinsam mit die neue Partei PAICV und übernahm das Amt des Bildungs- und Kulturministers.
Am 20. Januar 1992 starb Araújo an einem Herzinfarkt.